# UR-100N
UR-100N (NATO-rapporteringsnamn: SS-19 Stiletto) är en rysk interkontinental ballistisk robot. Roboten utvecklades under 1970-talet då kalla kriget var som kyligast och den är i tjänst än idag. Roboten kom i tjänst hos Sovjetunionens kärnvapenstyrkor 1974 och 1978 hade 180 stycken producerats.
1983 fanns det 360 robotar klara för att avfyras mot fientliga mål inom loppet av bara några få minuter.
Vid Sovjets sammanbrott 1990/1991 fanns det cirka 300 robotar i tjänst. Många av dessa kom att hamna i det självständiga Ukraina till dess att Ryssland och Ukraina under mitten av 1990-talet kom överens om att flytta dem till rysk mark och ägo.
Det finns idag (2011) 70 stycken UR-100N-robotar kvar i tjänst, alla i Rysslands ägo.

## Bestyckning
UR-100N är som R-36M bestyckad med flera kärnstridsspetsar (MIRV) och kan på så sätt slå ut stora områden med bara en robot. Totalt 6 st stridsspetsar per robot kan bäras med vardera 550 kt sprängstyrka.

## Teknisk fakta
Roboten har en maximal räckvidd på 10 000 km, väger vid starten över 100 ton och är 27 meter lång. Roboten finns placerad i beredskap i förstärkta betongsilos på flera platser i Ryssland.